# Tulpa
Тulpa – pojęcie oznaczające samoświadomego wyimaginowanego przyjaciela. Czasami błędnie używane jako synonim „magicznej emanacji”, „zjawy” lub określania innych zjawisk paranormalnych.
W mistycyzmie oznacza byt lub obiekt stworzony przez sferę duchową lub mentalną. Pojęcie to pochodzi od tybetańskiego „སྤྲུལ་པ,” /*sprul.pa/ oznaczającego „budować”.

## Tulpy w kulturze popularnej
Pod wpływem popularyzacji konceptu tulpy w kulturze zachodniej, na przykład, w 1999 r. odcinek „Arkadia” serialu „Z Archiwum X” i w 2006 r. w „Nie z tego świata”, odcinek „Piekielny dom”, pojawiła się internetowa subkultura ludzi, którzy tworzą „wyimaginowanych przyjaciół”, nazywanych przez nich właśnie tulpami i uważają za samoświadome. Społeczność powstała w 2009 roku na forum dyskusyjnym 4chan, i zyskała popularność dzięki pojawieniu się w fandomie My Little Pony: Przyjaźń to magia. Pomimo początkowego łączenia zjawiska z fandomem „My Little Pony”, jego popularyzacja w kulturze masowej doprowadziła do osłabienia fascynacji posiadaniem wymyślonego przyjaciela-kucyka na rzecz znormalizowania wymyślanych postaci do ludzkich. Obecnie przyjaciele-zwierzęta są przypadkami niezbyt powszechnymi.
W społeczności anglojęzycznej osoby zajmujące się tulpami nazywa się „tulpamancers”, zaś w społecznościach polskich „tulpiarzami” lub „tulpiakami”; człowiek posiadający tulpę jest „hostem” (gospodarzem). Badanie społeczności na 118 respondentach ukazało, że 76.5% z nich uznaje neurologiczne lub psychiczne wyjaśnienie zjawiska, 14% inne, a tylko 8.5% wyjaśnienie metafizyczne. Pomimo braku oficjalnej definicji pojęcia tulpy oraz nie prowadzonych badań naukowych i rozbieżności pomiędzy społecznościami, w społecznościach polskich stanowczo odrzuca się powiązania tulp ze zjawiskami metafizycznymi i pseudonauką. Członkowie forów na podstawie przeprowadzonych doświadczeń posiadają jedynie własne hipotezy, podyktowane koniecznością utrzymywania podejścia naukowego do zjawiska.
Doświadczanie zjawiska tulpy jest dla każdego sprawą indywidualną: pojawiają się doniesienia zarówno o pozytywnych, jak i negatywnych skutkach posiadania tulpy. W aktualnej historii polskich społeczności nie zdarzyło się jednak, aby tulpę uznano za czynnik wywoławczy poważnych zaburzeń psychicznych, np. z grupy schizotypowych. Mimo to należy brać pod uwagę, iż tulpy nie są dziedziną zbadaną naukowo.
Wszelkiego rodzaju doniesienia o poważnych praktykach seksualnych w związku z tulpami, panujące w Internecie, są przypadkami marginalnymi i dla społeczności polskich praktyki te są określone mianem niewłaściwych.

## Tradycja buddyjska
Jeden z wczesnych tekstów buddyjskich, Samaññaphala Sutta wymienia zdolność tworzenia „ciała przez umysł stworzonego” (manomāyakāya) jako jeden z „owoców kontemplacyjnego życia”. Według komentarzy takich jak Patisambhidamagga i Visuddhimagga, to właśnie stworzonym przez umysł ciałem, Gautama Budda i arhatowie, są w stanie podróżować do sfer niebiańskich, wykorzystując ciągłość umysłu (bodhi). Tłumaczy się nim również cud multiplikacjii Buddy przedstawiony w Divyavadana, gdzie Budda rozmnożył swoje ciało emanacji („nirmita”) na niezliczone inne ciała, które wypełniły niebo. Buddy i inne świadome byty są w stanie wyświetlać wiele takich „nirmitas” jednocześnie w nieskończonej różnorodności form, w różnych światach jednocześnie.
Według Tybetańskiej koncepcji tulpy opisanej w książce Magiczne zastosowanie form myślowych, student ma przyjść do zrozumienia, że tulpa była tylko halucynacją. Chociaż powiedzieli, że tulpa była prawdziwym bóstwem, „uczeń, który przyjął ten został uznany za niepowodzenie – i wyruszyli, aby spędzić resztę swojego życia w niewygodnej halucynacja”.

## Мyśloformy i myślokształty w tradycji okultystycznej
Myśloforma  zwana także myślokształtem to równoważne do tulpy pojęcie w zachodniej tradycji okultystycznej. W zachodnim znaczeniu, zdaniem niektórych, powstała jako interpretacja tybetańskich koncepcji. Jej koncepcja ma stosunek do zachodniej filozofii i praktyki magii. Okultysta – William Walker Atkinson – w swojej książce Aura człowieka opisał myśloformy jako prosty, naziemny obiekt, wychodzący od aury wokół ludzi, tworzącej się z ich myśli i uczuć. Dalej szczegółowo opisał to zjawisko w swojej następnej książce, jasnowidzenie okultystycznych mocy. W książce wyjaśniono, jak doświadczony, praktykujący okultysta może produkować myśloformę od swojej aury, które służą jako projekcje astralne, które mogą lub nie mogą wyglądać jak człowiek, który wyświetla je, lub jak iluzje, które można zobaczyć tylko ze strony tych, którzy „się obudzili z astralnych zmysłów”.
Teozofka Annie Besant oraz teozof C.W. Leadbeater napisali książkę pod tytułem myśloformy, szczegółowo je opisując. Książka dzieli je na trzy klasy: formy w postaci człowieka, który je tworzy, formy, które przypominają obiekty lub ludzi i mogą stać się „uduchowione” przez „duchy natury” lub śmierć, oraz formy, które posiadają „właściwości” z astralnych lub fizycznych płaszczyzn, takich jak emocje.
Według profesora Roberta S. Ellwooda książka Besanta i Leadbeatera wywarła duży wpływ na sztukę współczesną np. Kandinsky’ego.